# Kościół Matki Bożej Anielskiej w Żebbuġ
Kościół Matki Bożej Anielskiej (malt. Il-Knisja ta' Santa Marija tal-Anġli, Il-Knisja ta' Sidtna Marija tal-Anġli, ang. Church of Madonna of Angels) – rzymskokatolicki kościół, położony w Żebbuġ na Malcie.

## Historia
Kult Matki Bożej Anielskiej został wprowadzony na Malcie w 1624 przez kanonika Giovanniego Habela, który wybudował w Birgu kaplicę pod tym wezwaniem. Kult ten rozprzestrzenił się później na cały archipelag.

### Budowa kościoła
W 1750 lub 1760 ks. dr Merino Buttigieg, aktem notarialnym spisanym przez notariusza Antonio Vincenzo Brignone, przeznaczył prawie całą swoją posiadłość w Żebbuġ na zbudowanie świątyni poświęconej „Sancta Maria libera nosapoenis inferni et Regina septem Angelorum adstantium Ante thronum Dei” (Świętej Maryi łagodzącej męki piekielne oraz Królowej siedmiu Aniołów stojących przy tronie Boga). Projektantem kościoła został Giovanni Andrea Psaila. Po śmierci fundatora, budowę kontynuowali wykonawcy jego testamentu, Patist Caruana i Mikiel Apap, którzy doprowadzili ją do końca, i 3 listopada 1787 arcybiskup Vincenzo Labini poświęcił nową świątynię.

## Architektura

### Wygląd zewnętrzny
Salvatore Ciappara w książce „Storia del Zebbug e Sua Parrocchia” pisze, że fasada kościoła jest jedną z najładniejszych w swoim rodzaju w Europie. Uniesiona ponad poziom ulicy trzema niskimi schodami. Podzielona jest na trzy zatoki. W środkowej dominują drzwi wejściowe, obramowane kamiennym profilem i zwieńczone szerokim gzymsem. W każdym ze skrzydeł drzwi małe kwadratowe okienko. Sama zatoka ograniczona jest dwoma parami doryckich pilastrów, na których wspiera się proste belkowanie zwieńczone ciężkim gzymsem. Boczne zatoki powielają wzór centralnej, jednak boczne drzwi, z niewielkim oknem ponad, zwieńczone są prostokątnym zadaszeniem. Pomiędzy nim a gzymsem kolejne niewielkie kwadratowe okno. Górny poziom zawiera w części centralnej trójkątny fronton z krzyżem, wsparty na dwóch pilastrach, pomiędzy którymi znajduje się prostokątne, zaokrąglone górą, okno. Boczne zatoki zwieńczone są niewielką wymyślną balustradą z siedmioma balaskami każda, zakończoną skrajnymi elementami z ozdobnymi kamiennymi kulami.
Kopuła jest jedną z ładniejszych w Żebbuġ. Latarnia na niej zawiera siedem prostokątnych okien, doświetlających wnętrze kościoła. Podtrzymuje ją siedem kamiennych ślimacznic. Jest tam też kamienny krzyż na szczycie.
Na tyłach świątyni znajduje się dzwonnica z dwoma dzwonami. Większy został wykonany w 1856 przez Giovanniego Bozzoli, zaś mniejszy przez Juliusza Cauchi w 1890. Dzwonnica ozdobiona jest kamienną kulą na szczycie.

### Wnętrze
Wnętrze kościoła, choć nie posiada wielkich dzieł sztuki, jest warte oglądnięcia. Wykonane jest w stylu barokowym. Cały urok koncentruje się w gzymsie je obiegającym. Osiem doryckich pilastrów wspiera cztery pendentywy i cztery łuki, podtrzymujące półkolistą kopułę z latarnią. Nad wejściem znajduje się niewielka galeria. Cztery okna, dwa w bocznych łukach, oraz dwa w prezbiterium, doświetlają wnętrze. Gzyms biegnący wokół wnętrza, przyjmuje formę łuku i oddziela prezbiterium od apsydy. Z obu stron prezbiterium znajdują się drzwi do zakrystii.
Ołtarz znajduje się w kwadratowej apsydzie. Ponad nim umieszczony jest obraz tytularny przedstawiający Madonnę z Dzieciątkiem Jezus, w otoczeniu Aniołów – Michała z mieczem w ręce, klęczącego Gabriela oraz Anioła Stróża z dzieckiem na kolanach, oraz putti. Obraz otoczony jest rzeźbioną kamienną ramą, zwieńczoną wymyślnym łukiem. Wykonawcą tego obrazu, a także czterech mniejszych, dziś w zakrystii kościoła (Nawrócenie Szawła, Katastrofa okrętu św. Pawła na Malcie, Męczeństwo św. Pawła oraz Męczeństwo św. Piotra) jest Rocco Buhagiar.

## Kościół dzisiaj
Kościół, mimo swego niewątpliwego uroku i wartości dla mieszkańców Żebbuġ, nie był odpowiednio wykorzystywany. Do lat osiemdziesiątych XX wieku znajdował się w nim magazyn, był bardzo zaniedbany. Powoli zaczęto jednak doprowadzać świątynię do właściwego stanu. Dziś, w każdą trzecią niedzielę miesiąca odprawiana jest tutaj msza święta w języku angielskim. Spotykają się w nim również różne grupy parafialne. Świątynia powoli odzyskuje swoją duszę.

## Ochrona dziedzictwa kulturowego
Budynek kościoła umieszczony jest na liście National Inventory of the Cultural Property of the Maltese Islands pod nr. 2267.